# Csaba Sógor
Dans le nom hongrois Sógor Csaba, le nom de famille précède le prénom, mais cet article utilise l’ordre habituel en français Csaba Sógor, où le prénom précède le nom.
Csaba Sógor, né le 12 mai 1964 à Arad, est un homme politique roumain issu de la minorité hongroise, membre de l'Union démocrate magyare de Roumanie.

## Biographie

### Éducation
Sógor a étudié à l'Institut théologique protestant de Cluj-Napoca de 1983 à 1988, ainsi que dans les universités de Bâle et de Zurich où il a effectué des études post-universitaires de théologie de 1992 à 1993. En plus du hongrois et du roumain, il parle couramment l'anglais, l'allemand et comprend le français.

### Carrière professionnelle
Sógor a été pasteur de l'Église réformée de Roumanie dans la localité de Ciceu de 1988 à 1999.

### Carrière politique
Sógor est entré en politique en 1990 en adhérant à l'Union démocrate magyare de Roumanie. Depuis 1995, il est membre du Conseil des représentants du parti. De 2000 à 2007, il a été sénateur d'Harghita, siégeant à la Commission de l'enseignement, des sciences, de la jeunesse et des sports et de la commission de l'égalité des chances. Il a démissionné de son poste de sénateur le 3 décembre 2007 et a été remplacé par Vilmos Zsombori. Cette même année, il a été élu au Parlement européen. Interrogé par des journalistes sur ses intentions à Bruxelles, il a déclaré se concentrer sur l'autonomie du Pays sicule et l'obtention du statut de langue officielle pour le hongrois, au minimum là où la minorité hongroise représente plus 20 % de la population totale.
Au parlement européen, il siège au sein du Parti populaire européen. Il est membre de la Commission des libertés civiles, de la justice et des affaires intérieures depuis 2007 et a été membre de la Délégation pour les relations avec les pays de l'Asie du Sud-Est et l'Association des nations de l'Asie du Sud-Est de 2008 à 2014

### Vie privée
Csaba Sógor est marié et a quatre enfants.